# 助産所
助産所（じょさんじょ、じょさんしょ、英語: Maternity home）は、助産師が助産（分娩の手助け）を行う場所、又は妊婦・褥婦もしくは新生児の保健指導などを行う場所として適法に設置された施設をいう。日本では、その法的根拠は医療法第2条にあり、「助産師が公衆又は特定多数人のためその業務（病院又は診療所において行うものを除く。）を行う場所をいう」と規定される。一般には助産院（じょさんいん）と呼ばれることもある。児童福祉法に定められる助産施設（じょさんしせつ）についてもここで扱う。
同様に助産を行う施設としては、病院・診療所の産科・産婦人科がある。

## 助産所で行われる業務
助産所で行われるのは、助産師の業務、すなわち分娩の補助や妊産婦・新生児の保健指導である。助産所は診療所とは異なり、医療行為を目的としない。このため、医師は常駐しておらず、助産所では医療行為を行うことができない。したがって、診察等の医療行為が必要な場合は、助産所が嘱託する医師・医療機関（病院・診療所）によって適宜行われることになる。

## 設置管理

### 名称
「助産所」の名称は、助産師の名称と同様に、いわゆる名称独占になっている。すなわち、助産師がその業務を行う場所ではない施設は、助産所もしくはこれと紛らわしい名称を用いることが禁じられている（医療法第3条）。

### 開設
助産師個人による開設
個人の助産師が助産所を開設する手続きは、事後的な届出制である。助産師が助産所を開設したときは、開設後10日以内に「開設届」を、開設した場所を管轄する行政庁あてに「開設届」を提出しなければならないとされている。「届出」は開設届が窓口で受理されることにより完了する。すなわち、提出しようとする届出書面に、医療法の要求する事項を欠くなど内容的な不備がある場合や、形式的に著しい不備がある場合を除けば、行政手続法第37条により、助産所開設の届出義務は履行されたことになるのである。届出であるため、行政庁による事前の許可や認可を要する手続きと異なり、行政の審査を経て審査の可否が決定される性質のものではない。
但し、開設する助産所が入所施設を持つ場合は、事前に入所設備の使用許可を申請し、その許可を得ない限りは、設備を使用することはできない。
助産所を休止、再開、又は廃止したときは、開設者はその日より10日以内にその旨を行政庁に届け出なければならない。
助産師の業務形態には、特定の施設を設けずに、助産のために産婦のもとに出向いて行うものもある。助産師がこのように出張専門で業務を行う場合には、助産師の住所を助産所とみなされる（医療法第5条）。
助産師でない者による開設
助産師個人でない者（法人）が助産所を設置することも可能であり通常は医療法人若しくは社会福祉法人など病院等の医療機関による開設が想定されている。
この場合は、上記のような事後手続きではなく、あらかじめ助産所の開設の許可を申請し、開設許可を受けた後に開設することになる。開設後、10日以内に開設届を行政庁あてに提出する点は個人開設の場合と同様である。
ただ、その開設目的が営利目的である場合は、行政庁は助産所開設を許可しなくてよいとされ（医療法第7条第5項）、診療所・病院と同様に非営利性が貫徹されている。このため、現実には株式会社による助産所開設は認められていない。
入所設備の使用許可、休止、再開、廃止の手続きについては個人開設の助産所と同様である。

### 施設基準
助産所は、換気、採光、照明、防湿、保安、避難などの面で適切さを確保していなければならない。その基準は医療法施行規則第17条に定められている。このほか、建築基準法等の関係諸法令に従う。入所施設（ベッド）を設ける助産所は、開設許可とともにその構造設備の使用許可をうける必要がある。助産所には妊婦・産婦・褥婦の入所施設（ベッド）を10以上設けることは禁じられている（緊急性のある場合には、10名以上を受け入れることは可能である）。また、社団法人日本助産師会では、「助産所の安全管理基準」を自主的に制定している。

### 管理
助産師個人が自ら助産所を設置した場合は、その管理は当該助産師個人が行うことが義務付けられている。また、開設者が法人の場合、助産所の管理者には助産師を充て、その助産師が管理をしなければならない。これは、診療所・病院と同様である。また、原則として、1管理者が管理できる助産所数は1か所に限られる。例外的に、行政庁の許可を得て2か所管理が認められることがあるが、これは現実には僻地・島嶼などでの特殊事情を勘案して行政裁量で許されるもの（許可）であり、常に認められるものではない。
また、医療行為を嘱託する医師を1名以上定めておくことが医療法で要求されている。これは、医師が当該助産所に勤務（常勤・非常勤を問わない）することが要求されているのではなく、あくまでも嘱託でよい。

### 広告
助産所の広告は医療法によって規制され、文書その他いかなる方法であっても以下の事項以外を広告することはできない（医療法第6条の７）。
- 助産師である旨
- 助産所の名称、電話番号及び所在の場所を表示する事項並びに助産所の管理者の氏名
- 就業の日時又は予約による業務の実施の有無
- 入所施設の有無若しくはその定員、助産師その他の従業者の員数その他の当該助産所における施設、設備又は従業者に関する事項
- 当該助産所において業務に従事する助産師の氏名、年齢、役職、略歴その他の助産師に関する事項であつて医療を受ける者による医療に関する適切な選択に資するものとして厚生労働大臣が定めるもの
- 患者又はその家族からの医療に関する相談に応ずるための措置、医療の安全を確保するための措置、個人情報の適正な取扱いを確保するための措置その他の当該助産所の管理又は運営に関する事項
- 第19条に規定する嘱託する医師の氏名又は病院若しくは診療所の名称その他の当該助産所の業務に係る連携に関する事項
- 助産録に係る情報の提供その他の当該助産所における医療に関する情報の提供に関する事項
- その他前各号に掲げる事項に準ずるものとして厚生労働大臣が定める事項

## 福祉施設としての助産施設
異常分娩のおそれがある・住居内が不衛生で出産の介助者もいないなど、医学上・保健上の理由で、妊産婦が助産を受ける必要がある場合がある。しかし、このような状況にある妊産婦が、金銭的に困窮している・生活保護を受給しているなどの経済的な理由によって助産所で病院・診療所等の医療機関で助産を受けることができない場合がある。
児童福祉法では、こうした環境にある女性が医学上・保健上安全に出産できるように、出産を援助する施設として、「助産施設」を設けており（同法第36条）、同法第22条で、必要な妊産婦から申し出があったときには助産施設に入所させる制度を定めている。したがって、この制度の利用が必要だと考える妊産婦は、この制度の実施主体である都道府県、市及び福祉事務所を設置する町村に対し申し出て、助産施設に入所することができる。制度の利用は申請主義、つまり妊産婦からの申請があって初めて自治体が入所措置を行うものである。
助産施設は、助産所（で入所可能なベッドのあるもの）や病院（医療法上の病院。病床数20床以上）と異なる独立した施設ではなく、一般には、病院の産科病棟の病床の一部、及び助産所の一部が助産施設とされている。児童福祉施設最低基準第15条によって、助産施設は、病院であるものを第一種助産施設、助産所であるものを第二種助産施設という。
助産施設になっている病床や助産所は、一般の妊産婦よりも、児童福祉法22条による入所措置を受けた妊産婦を優先して入所させなければならない。とはいっても、第一種助産施設は通常は一般の産婦人科病棟の一部であり、助産施設としての専従職員（医師、助産師、看護師など）が配置されているわけではなく、入所後は一般の入院者と同様に処遇される。
第二種助産施設は、助産所があてられるが、児童福祉施設最低基準第17条により、
- 一人以上の専任又は嘱託の助産師を置かなければならない。
- 嘱託医は、産婦人科の診療に相当の経験を有する者でなければならない。

と、医療法における基準よりも厳しい基準が定められている。